# Olof Johan Södermark
Olof Johan Södermark, född 11 mars 1790 i Landskrona, död 15 oktober 1848 i Stockholm, var en svensk militär, målare, grafiker och skulptör. Han var gift med Maria Charlotta Hazelius och far till konstnären Johan Per Södermark och farfar till ämbetsmannen Per Södermark.

## Biografi

### Militär karriär

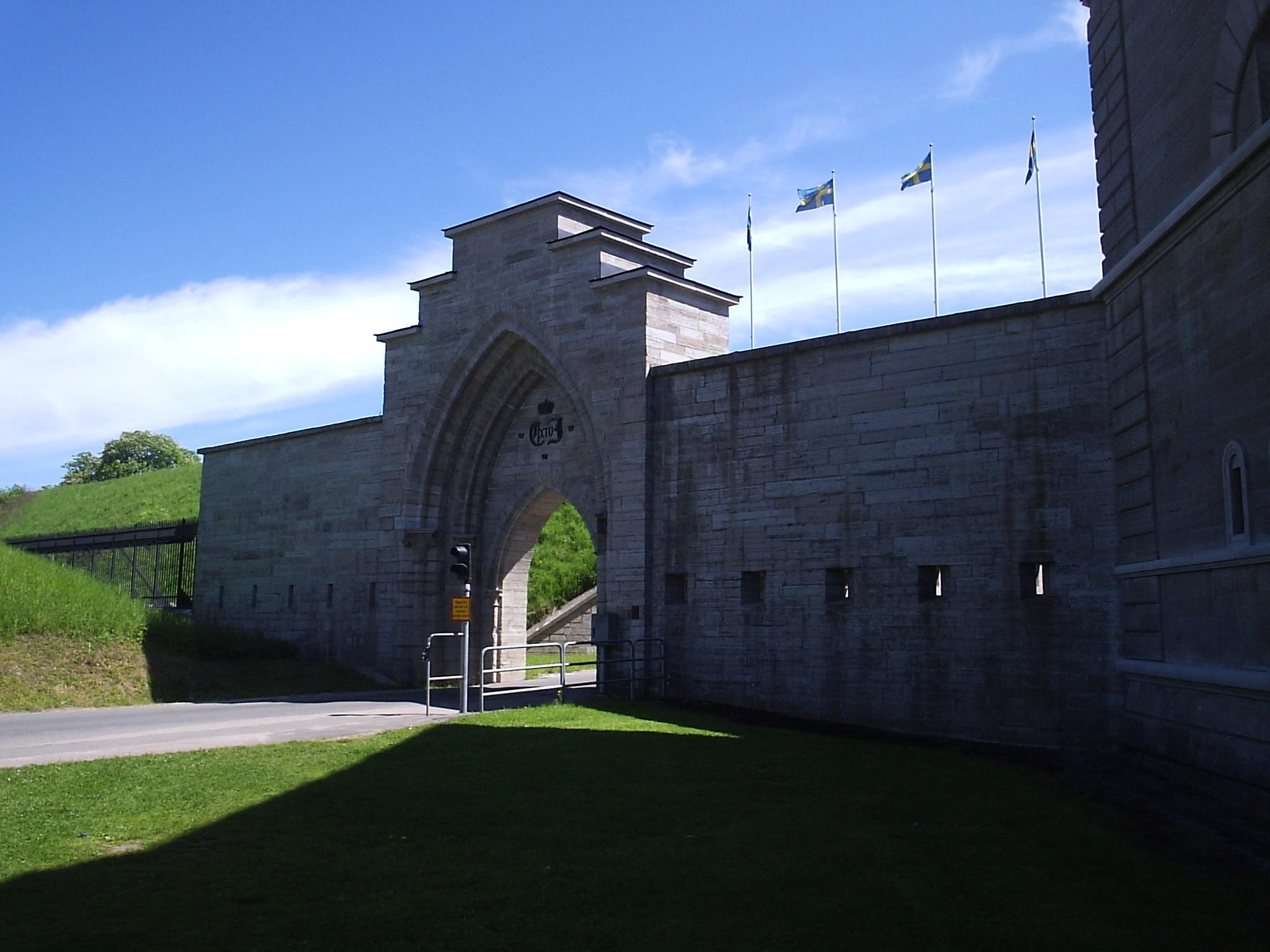
Götiska valvet vid Karlsborgs fästning. Ritat av Södermark 1823

År 1808 blev Södermark underlöjtnant vid Fältmätningskåren (sedermera Ingenjörkårens fältmätningsbrigad) och han sysselsatte sig en tid huvudsakligen med kartritning innan han 1812 blev löjtnantsadjutant hos general Sparre i Stralsund. År 1813 följde han svenska hären till Tyskland, med kaptens fullmakt. Han var med i Slaget vid Grossbeeren 23 augusti 1813 och verksam deltagare i slaget vid Leipzig 1813. Han var även med i Holstein och vid den franska gränsen. Därifrån beordrades han till stabsadjutant hos fältmarskalken von Essen, när denne i juli 1814 ryckte över norska gränsen. Vid övergången av Tistedalsälven visade Södermark stort mod och rådighet och han blev sårad två gånger. Han fick tapperhetsmedalj, men kvarhölls länge på sjuksängen. År 1816 blev han major i armén. Efter längre tids tjänstgöring hos riksståthållaren greve Carl Mörner fick Södermark uppdrag att undersöka platsen för den blivande fästningen vid Vanäs, belägen på Vanäs udde i Vättern vid nuvarande Karlsborgs fästning, och att deltaga i planerna för byggandet, som han lade ned mycket arbete på. Han utförde för övrigt flera topografiska undersökningar och kartor och var en mycket skicklig både rekognosör och kartritare. Södermark gjorde upp förslag till Landskrona hamns försvar med mera. År 1825 blev han lärare i topografi vid Krigsakademien, vilken befattning han först 1829 kom att utöva.
Södermark deltog i fälttåget mot Napoleon 1813, men kom framför allt att göra sig bemärkt som topografisk expert. Han blev först militär och deltog som sådan i det stora Slaget vid Leipzig den 16-19 oktober 1813 i västra Sachsen, då svenskarna var med och kämpade mot Napoleon. Slaget vid Leipzig slutade med en avgörande seger för de allierade och förlust för Napoleon.
Under kriget mot norrmännen 26 juli-14 augusti 1814 fick Södermark tapperhetsmedaljen. Det korta kriget i fälttåget mot Norge utkämpades på grund av Norges krav på självständighet i strid mot den union som Danmark och Sverige enats om i freden i Kiel 1814. Den svenska armén var numerärt överlägsen, bättre utrustad och utbildad samt leddes av en av Napoleons före detta främsta generaler, den nyutnämnde svenske kronprinsen Jean Baptiste Bernadotte, som kämpade för koalitionen mot Napoleon. Mot den norska huvudstaden Kristiania ryckte svenskarna fram, men vid Langnes skans hade norrmännen en försvarslinje som stod emot svenskarnas attacker. Svenskarna försökte gå runt norrmännens försvarslinje och sista striden ägde rum vid Kjølbergs bro 14 augusti 1814 där svenskarna segrade. Från 1814 kunde den svenska tapperhetsmedaljen utdelas för tapperhet även i utländska krig.
Södermark invaldes som ledamot av Kungliga Krigsvetenskapsakademien 1829.
Som så många av den tidens konstnärer var Södermark således först militär. Sedan barndomen hade Södermark övat sina konstnärliga anlag, han tecknade porträtt och även landskap. Därefter verkade han konstnärligt som målare, grafiker och skulptör. Han erkändes allmänt som Sveriges bäste samtida porträttmålare. Redan år 1812 blev han medlem i Götiska förbundet. Han arbetade med etsning av fornminnen för tidskriften Iduna 1820–1824. Han gjorde sig känd bland annat genom ett i koppar graverat porträtt av kronprins Oscar och några kopparstick till tidskriften Iduna. Tidskriften Iduna gavs med oregelbundna mellanrum ut av det göticistiska litterära sällskapet Götiska förbundet åren 1811–1824. Han arbetade i en detaljskarp realism.

### Museistudier i Paris
År 1824 lämnade han Sverige för att utbilda sig till konstnär. Åren 1824–1825 vistades han i Paris för museistudier, sedan reste han till Rom där han bodde i skulptören Johan Niclas Byströms villa.

### Skulpturstudier i Rom
På 1820-talet blev Olof Södermark bjuden till Rom av bildhuggaren Johan Niclas Byström och han lämnade då Sverige. Byström hade varit lärjunge till Johan Tobias Sergel och denne befann sig från 1810 på ett resestipendium från Kungliga Akademien för de fria konsterna i Rom, som kom att bli hans andra hem. I Rom försökte Södermark under ledning av Byström och skulptören Bengt Erland Fogelberg att lära sig skulptur, men han övergick sedan till porträttmålning. Olof Södermark bodde i Johan Niclas Byströms villa fram till 1828. Efter hemkomsten till Sverige blev han ansedd som samtidens främste porträttmålare i Sverige.

### Porträttmålningar i München
Sedan 1808 hade Södermark deltagit i Konstakademiens utställningar med porträtt. Men hans egentliga debut som konstnär ägde rum 1829, då han tillsammans med konstnären Johan Gustaf Sandberg, som var professor i teckning vid Konstakademien från 1828, framstod som den främste porträttören av det officiella Sverige. Han blev snabbt societetsmålaren på modet.

#### Porträttet av drottning Josefina som kronprinsessa

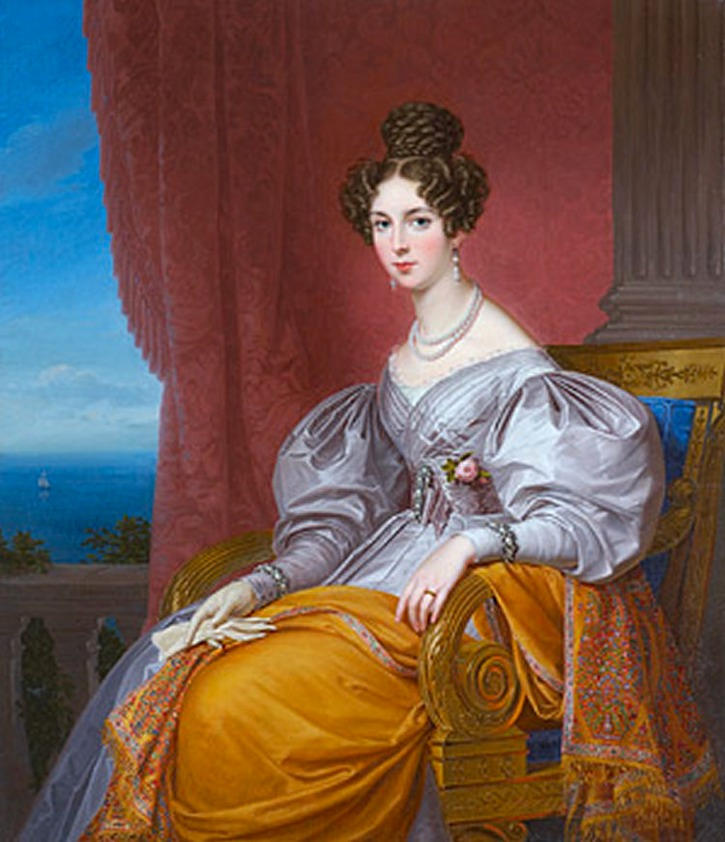
Drottning Josefina som kronprinsessa.
Porträttet är målat i olja på duk, 140x119 cm, signerat O. Södermark, målat i München 1833. När porträttet målades var hon redan en småbarnsmor som på sex år fött fem barn, fyra söner och en dotter, det yngsta barnet prins August var då två år gammal. Hon befann sig troligen inte själv i München vid tidpunkten för målningens tillkomst. Kungl. Slottet, Stockholm.

Olof Södermarks porträtt av drottning Josefina som kronprinsessa är målat i München 1833. Året dessförinnan, 1832, hade Södermark porträtterat både Karl XIV Johan och kronprinsessan. Det porträttet av kronprinsessan Josefina, signerat 1832 av Olof Södermark, är betydligt mindre till formatet och det är komponerat på samma sätt som Münchenporträttet, men med helt neutral fond och sannolikt har Södermark haft studieteckningar med sig som underlag. I Münchenporträttet, signerat 1833, spelar rummet och bakgrunden en betydligt större roll. Josefina sitter i en förgylld empirestol och i bakgrunden finns den traditionella iscensättningen med inramande draperi och klassisk pelare i rummet. Till vänster syns en terrass med landskapsutsikt, modellen befinner sig i en mellanform av inne och ute. Södermark strävade efter att förena skönhet och realism och han gjorde ett minutiöst detaljarbete. Porträttet vittnar om att han särskilt bemödade sig om färgen och han var starkt självkritisk. Koloriten är raffinerad med den silvergrå klänningen mot den orangefärgade orientaliskt mönstrade schalen samt med det vinröda draperiet som fond. En kontrasterande färgaccent ger stolens klarblå klädsel, som man kan se en glimt av. Oljemålningens format är 140 x 119 cm.
Först år 1833, samma år som han målade porträttet i olja på duk av kronprinsessan Josefina i München, tog den då 43-årige Olof Södermark avsked från tjänsten i Topografiska kåren för att mer helhjärtat ägna sig åt måleriet.

### Resestipendium
Ett resestipendium gjorde det möjligt för Södermark att resa utomlands. Efter Münchenvistelsen åkte han återigen till Rom och vistades där och i Paris ända till år 1841, då han återvände till Stockholm. Några år senare gjorde han en sista resa till Rom innan han avled 1848.
Han besökte återkommande under 1820-, 1830- och 1840-talen Paris, Rom, München och London. Vid den tiden reste flera svenska målare till just Rom för att finna modeller och ämnen i det vackra italienska landskapet, för att rita poetiska gamla ruiner och teckna vackra romerska flickor med korgar och krus på huvudet. Men många sökte även sin utbildning i Paris. Under dessa vistelser målade han bland annat porträtt av den tyske målaren och kopparstickaren Franz Riepenhausen (1828), den franske författaren Stendhal (1840) (egentligen Marie Henri Beyle), målningen finns nu på slottet Versailles utanför Paris, och lord Benjamin Bloomfield (omkring 1842). Bloomfield var en brittisk diplomat, som var minister i Sverige 1823–1833.

### Porträttmålningar i Sverige
Som militär specialiserade sig Södermark på kartografi, läran om att framställa kartor, innan han år 1829 slog han igenom som porträttmålare. Målarna under 1820-, 1830- och 1840-talen i Sverige var ganska obetydliga. Det var egentligen bara Olof Johan Södermark som genom sina solida porträtt blev en konstnär och tidsskildrare, som väcker vårt intresse, enligt Carl G. Laurin. Landets storheter på alla områden lät avbilda sig av Södermark. Med klar och vänlig realism skildrade han de kända personerna. Sköna kvinnor i fantasifulla dräkter var också motiv som Södermark uppskattade.
Redan 1827 gjorde han en porträttmålning av den unge skalden Karl August Nicander, en målning som nu hänger i Statens porträttsamling i Gripsholms slott.

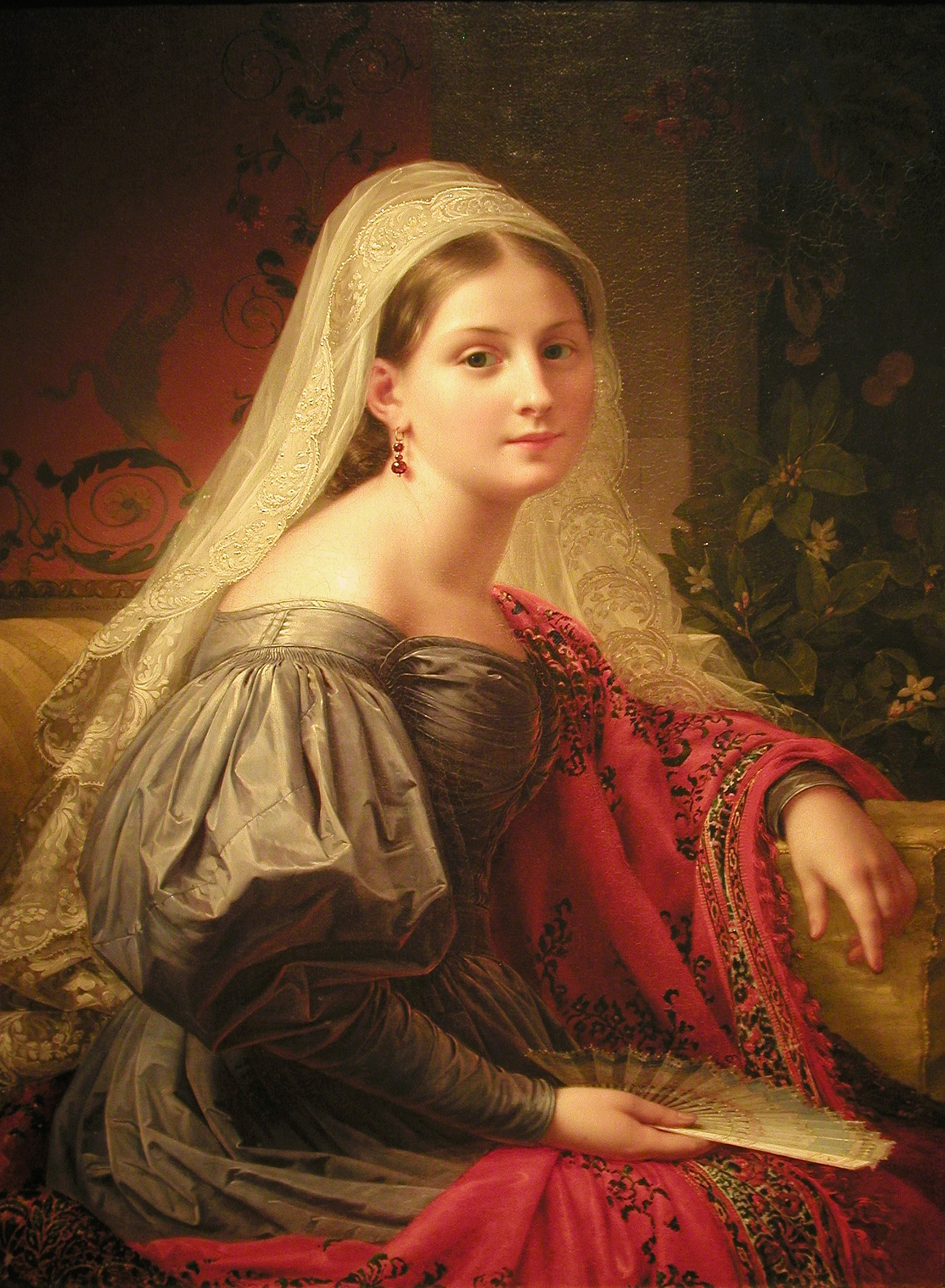
Karolina Bygler, som var bildhuggaren Johan Niclas Byströms modell i Rom, målad av Olof Johan Södermark (1835). Nationalmuseum, Stockholm.

År 1835 målade Södermark den för sin skönhet bekanta Karolina Bygler. Karolina Bygler var Johan Niklas Byströms hushållerska och modell i Rom, av romarna kallades hon Eleonora Bistrom. Hon var en ung skönhet som skötte det gästfria Byströmska hemmet i Rom. På målningen är hon iklädd en ljusgredelin sidenklänning med puffärmar, som avtecknar sig mot det gula tyget på soffan. Enligt konsthistorikern Carl G. Laurin har detta porträtt något av nyantikens stränga teckning förbundet med det känslofulla drömmeri, som var utmärkande för romantiken. Under 1800-talets förra hälft var romantiken den litterärt konstnärliga riktning som var förhärskande. Målningen som framställer Karolina Bygler finns på Nationalmuseum i Stockholm.
I Sverige porträtterade han greve Pehr Gustaf af Ugglas och grevinnan Brahe, född Koskull, Karl XIV Johan (1832), Drottning Desideria (1832), Kronprinsessan Josefina (målat i München 1833), Bengt Erland Fogelberg (1839) och August von Hartmansdorff (1843). Carl G. Laurin säger vidare att "alla högt uppsatta män nu sökte att bli målade av Södermark, som på en gång träffade likheten och återgav sina porträtt en förnäm och ädel hållning. Särskilt gäller detta om bilden av vetenskapsmannen och kemisten Jöns Jacob Berzelius (1843), författarinnan Fredrika Bremer (1843) och den av hela världen hyllade och beundrade operasångerskan Jenny Lind (1848)". Berzelius är även internationellt ett av de stora namnen i kemins historia. På porträttet av Jöns Jacob Berzelius från omkring 1843 ser man honom som kommendör med stora korset av Vasaorden med kraschan och band samt riddartecknet av Nordstjärneorden. Berzelius var ledamot av de flesta svenska och 81 utländska vetenskapliga samfund. Porträttet finns på Statens porträttsamling på Gripsholms slott. Porträttet av Fredrika Bremer hänger i salongen på Årsta slott. Södermark som 1848 målade porträttet av Jenny Lind, vars "anlete strålar av höghet och renhet", avled i Stockholm i oktober samma år.

## Representerad
- Musée des beaux-arts et d'archéologie Joseph Déchelette, Roanne : Portrait d’un savant étranger, vers 1840
- Statens porträttsamling, Gripsholms slott: porträtt av författaren och lyrikern Karl August Nicander (1827), kemisten och vetenskapsmannen Jöns Jacob Berzelius (1843);
- Kungliga slottet, Stockholm: porträtt av Baltzar von Platen (1766-1829), Drottning Josefina som kronprinsessa (1833);
- Nationalmuseum[6], Stockholm: porträtt av Karolina Bygler (1835), minister Bodisco, Grazia samt ämbetsmannen och politikern August von Hartmansdorff (1843);
- Rosendals slott, Stockholm: porträtt av Karl XIV Johan (1832), Drottning Desideria (1832);
- Göteborgs konstmuseum[7] porträtt av konstnären Hjalmar Mörner;
- Konstakademien, Stockholm:  och porträtt av skulptören Johan Niclas Byström (1830) samt självporträttet av Olof Johan Södermark;
- Kungliga Operan, Stockholm: porträtt av Jenny Lind som Norma (1848);
- Norrköpings konstmuseum
- Östergötlands museum, Linköping
- Borås konstmuseum
- Kungliga biblioteket, Stockholm
- Uppsala universitetsbibliotek[8]
- Skoklosters slott[9]

## Bildgalleri, verk i urval

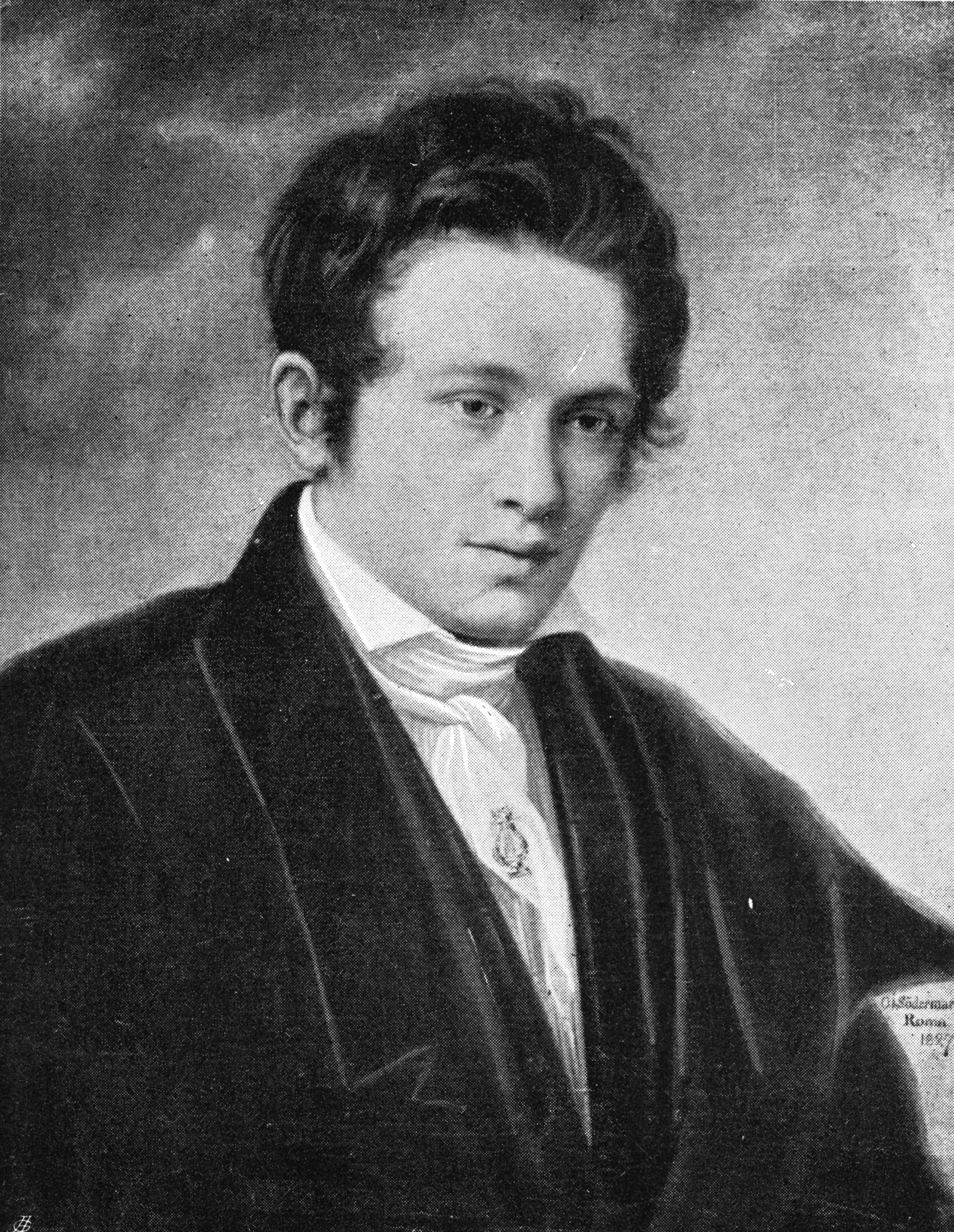
Författaren Carl August Nicander (1827).
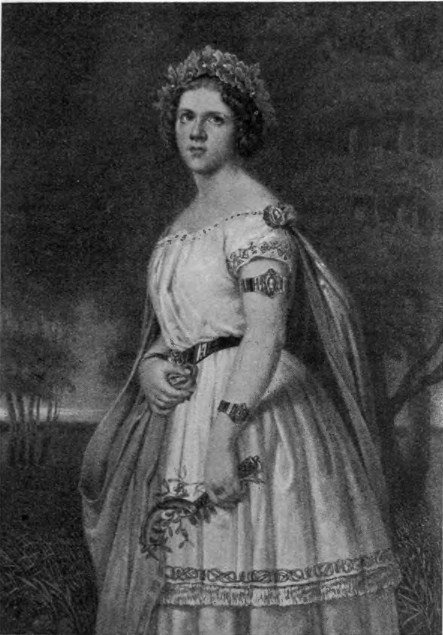
Sångerskan Jenny Lind på Svenska Teatern, okänt år.
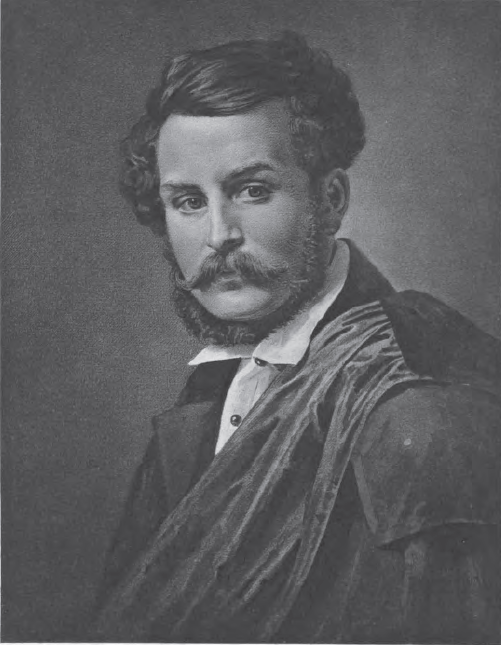
Litteraturhistorikern m.m. Carl Wilhelm Böttiger, okänt år.
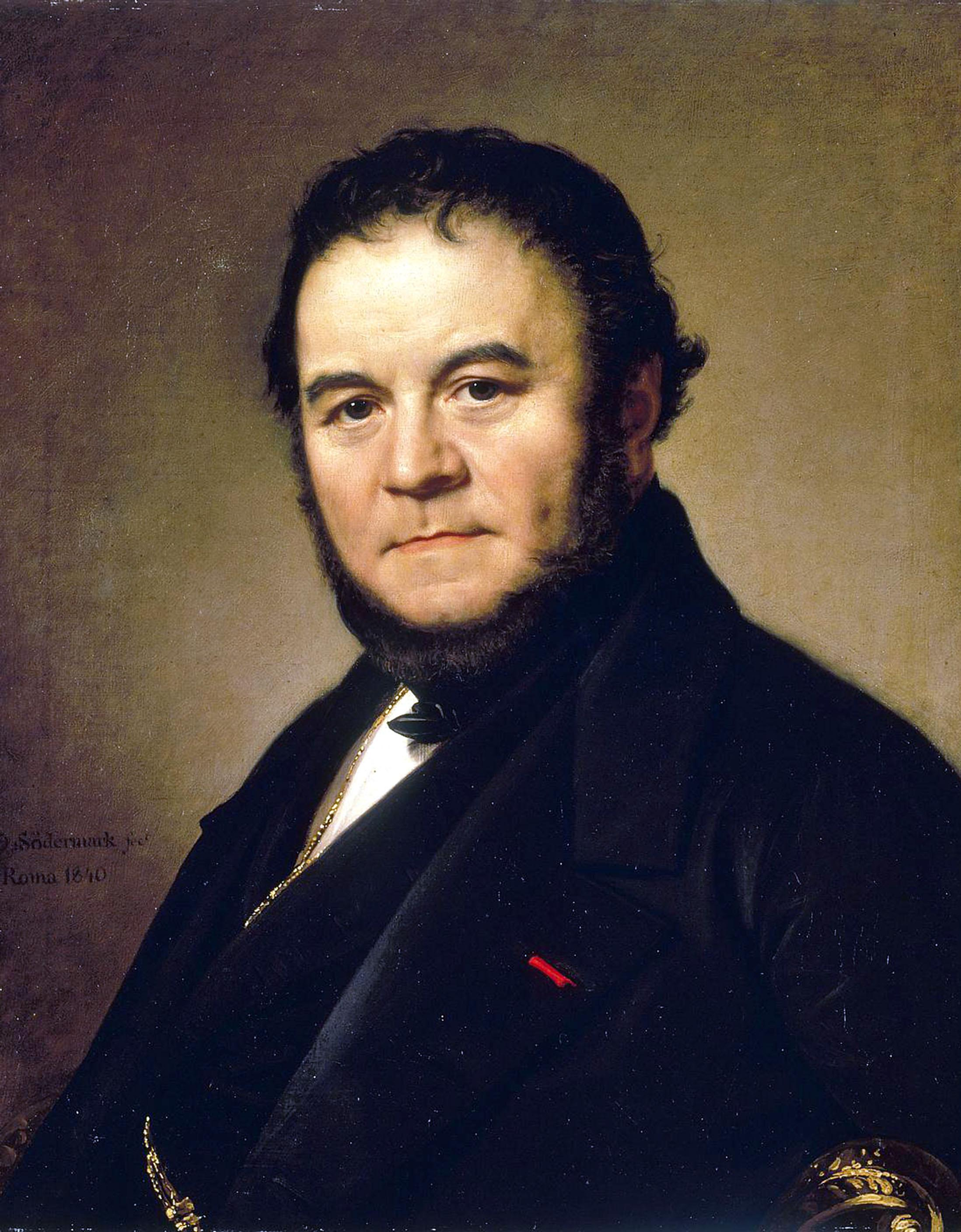
Porträtt av den franske författaren Stendhal (1840). Formatet är 58 cm x 71 cm. Tavlan finns nu i Slottet i Versailles.
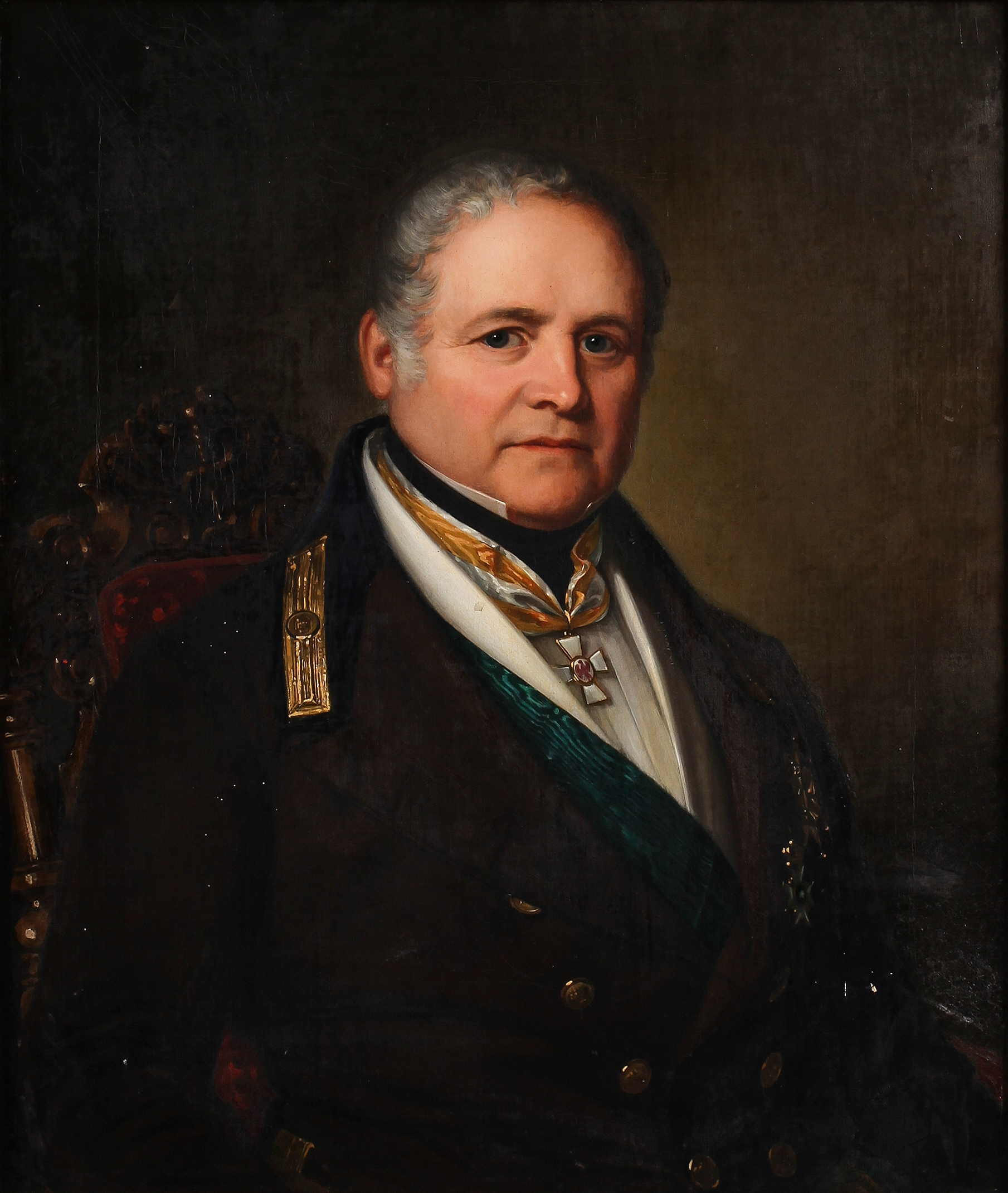
Läkaren Erik af Edholm (1842).
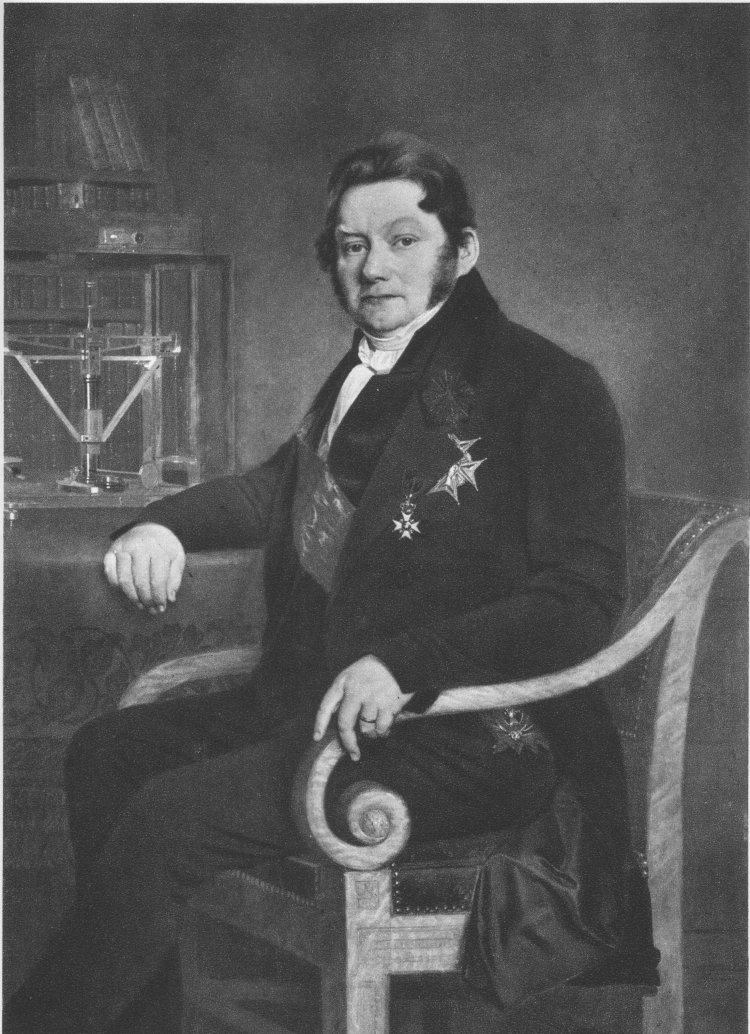
Kemisten och naturforskaren Jöns Jacob Berzelius (1843).
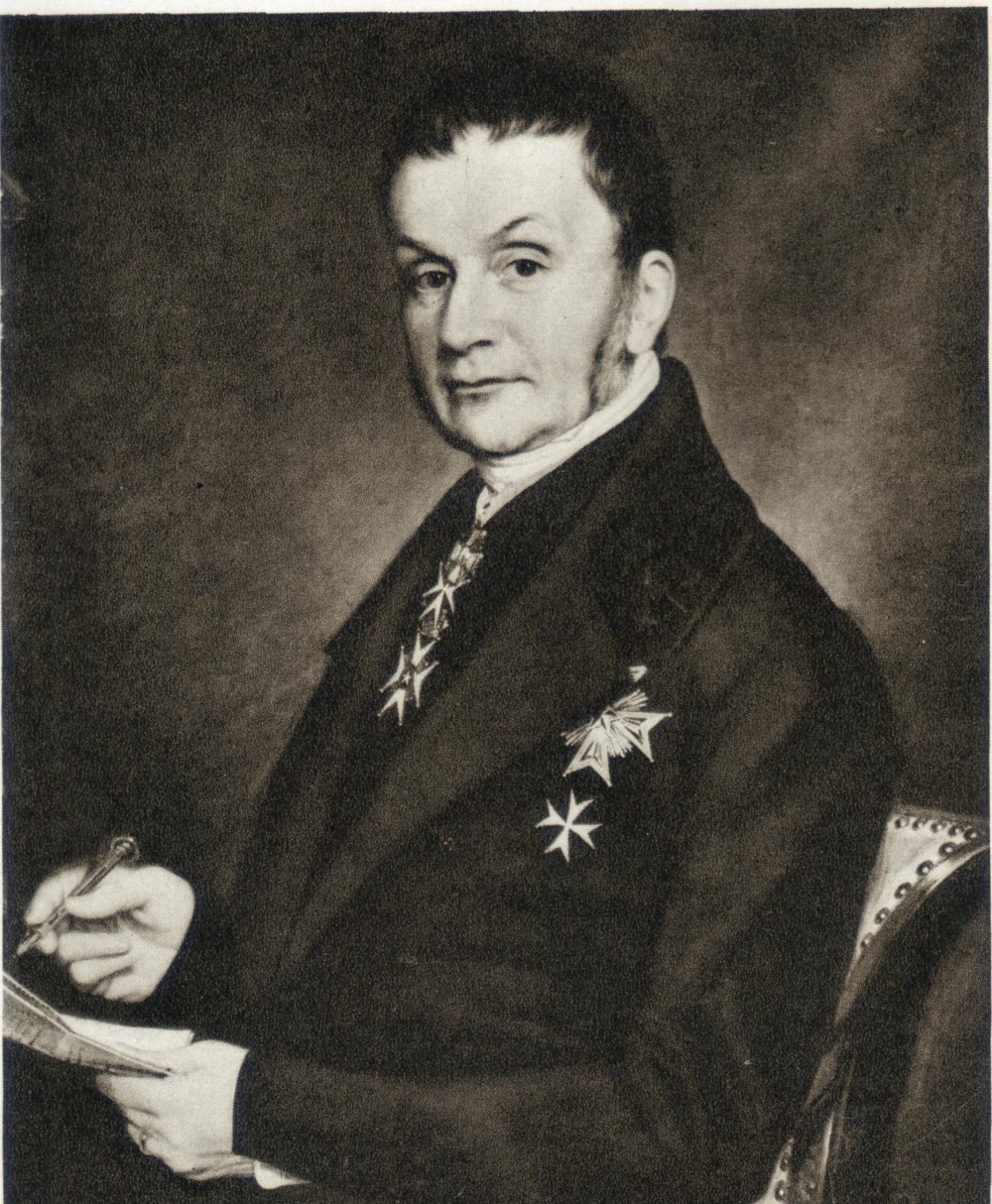
Ämbetsmannen och politikern August von Hartmansdorff (1843).
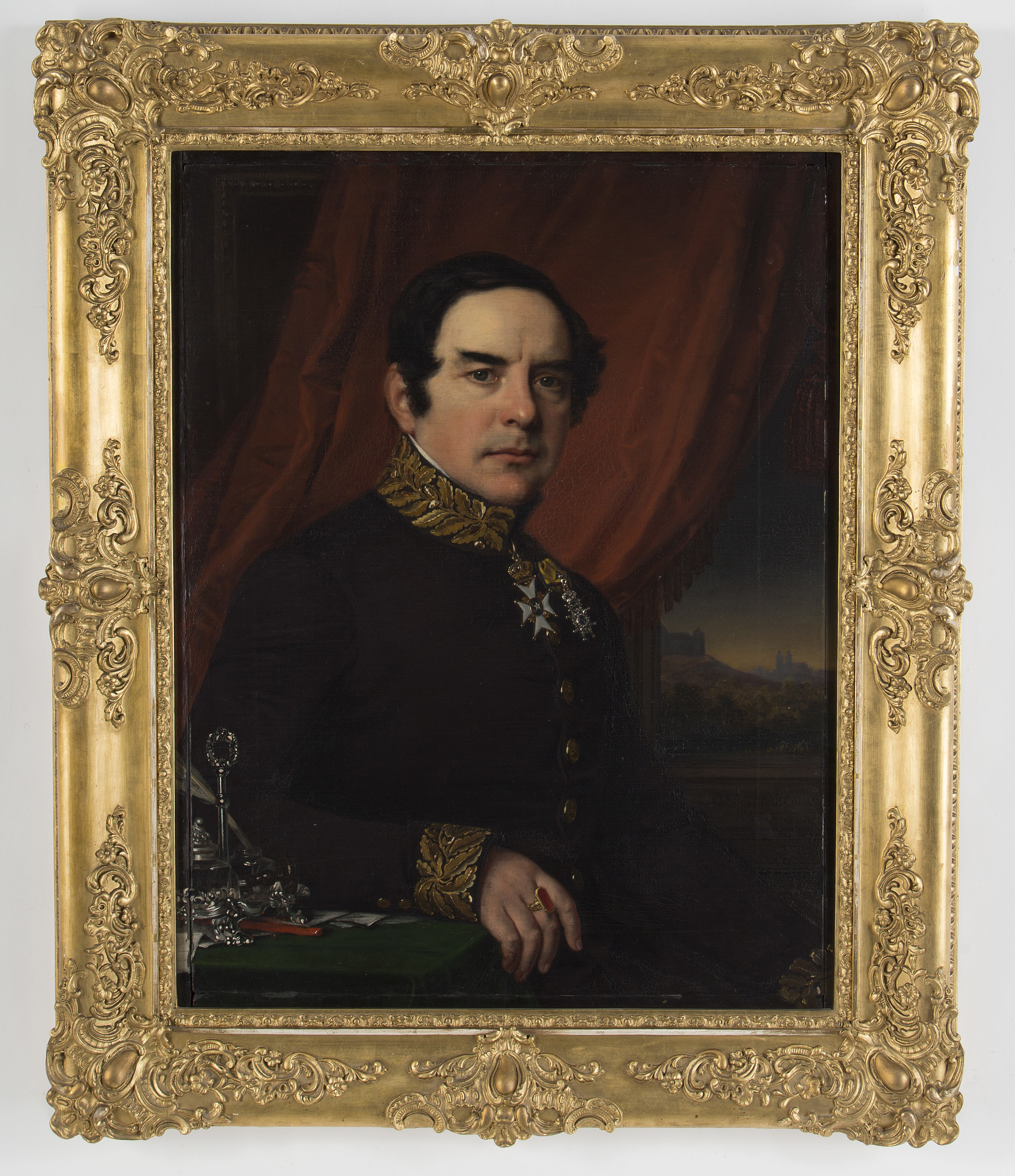
Landshövdingen Robert Fredrik von Kræmer (1848).